# Hebrew Bible and Ancient Israel
Hebrew Bible and Ancient Israel (abgekürzt: HeBAI) ist eine Fachzeitschrift für Theologie, die vierteljährlich erscheint und deren Beiträge durch einen Peer-Review-Prozess evaluiert werden. Ihr Thema sind die Texte der hebräischen und aramäischen Bibel in ihren historischen Kontexten, aber auch die Geschichte Israels selbst. Jedes Heft hat einen thematischen Fokus. Die meisten Beiträge werden in Englisch verfasst, Artikel können aber auch auf Deutsch oder Französisch erscheinen. Ein besonderes Ziel der Zeitschrift besteht in der Vermittlung der unterschiedlichen akademischen Kulturen im globalen Kontext, die sich mit der Hebräischen Bibel und dem antiken Israel im 1. Jahrtausend v. Chr. beschäftigen. Die erste Ausgabe erschien 2012. Verlegt wird sie im Mohr Siebeck Verlag in Tübingen. Sie wird herausgegeben von Gary N. Knoppers (†), Oded Lipschits, Carol A. Newsom und Konrad Schmid. Geschäftsführender Herausgeber ist Konrad Schmid.